# 新疆老字号列表
新疆老字号列表旨在列举中华人民共和国经新疆维吾尔自治区商务厅认定的老字号企业或品牌。截止2024年9月，共认定二批次56家新疆老字号企业。

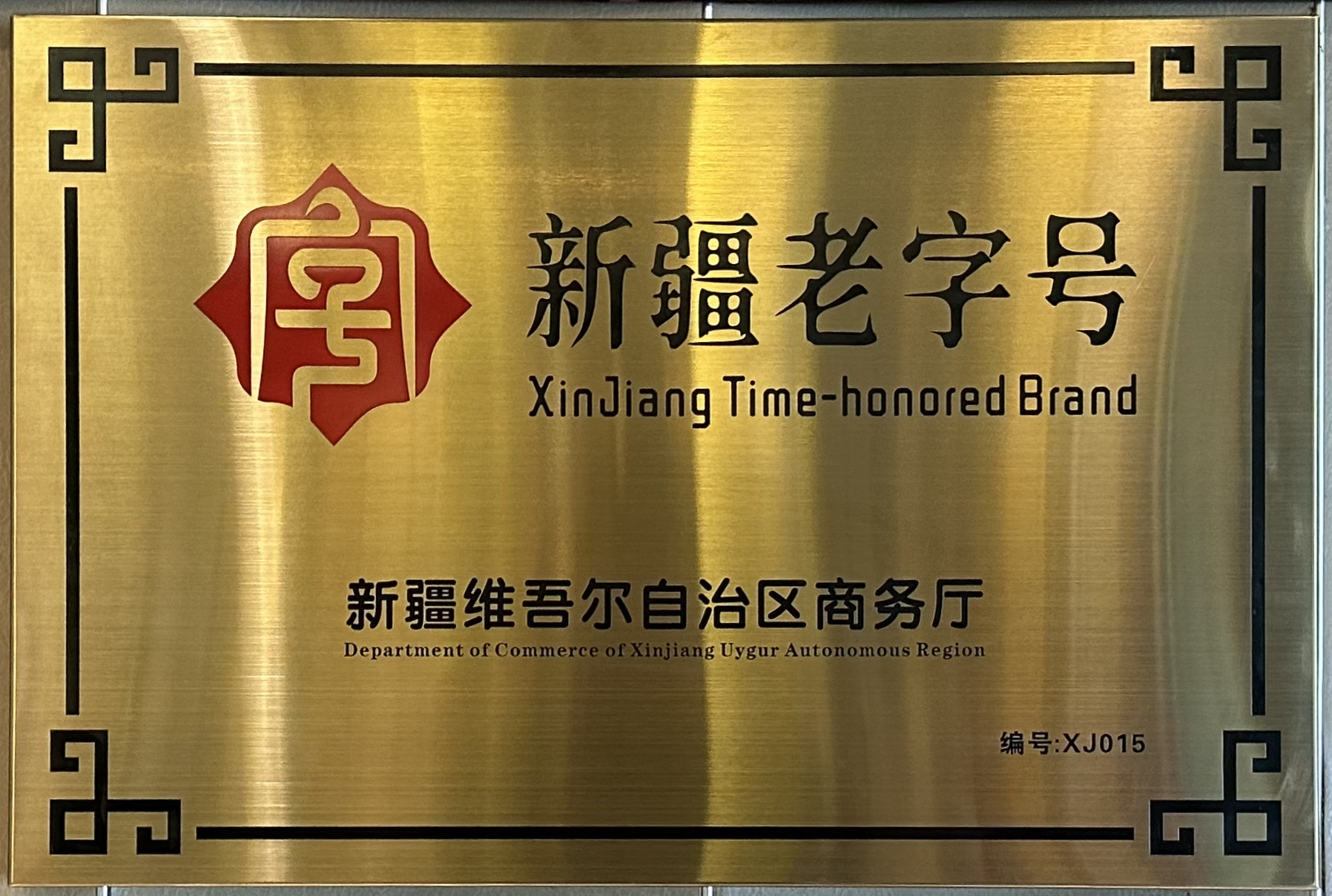
新疆老字号牌匾

## 评定历史
2023年开始，新疆维吾尔自治区商务厅、新疆维吾尔自治区文化和旅游厅、新疆维吾尔自治区市场监督管理局、新疆生产建设兵团商务局联合制定《新疆老字号认定管理办法》，商务厅出台《新疆老字号标识和牌匾使用规定》等关于认定“新疆老字号”的办法、规定。《新疆老字号认定管理办法》确定了入选新疆老字号的八个条件，如将品牌创立时间缩短至30年（含）以上等；并具有新疆地域特色，如品牌不仅具有中华民族特色，还需要具有鲜明的新疆地域文化特征，其所传承的产品、技艺、服务需独特等。2024年2月26日，新疆维吾尔自治区商务厅公布首批《新疆老字号名单》，共35家企业入选。2024年9月6日，新疆维吾尔自治区商务厅将21家企业及品牌列为第二批《新疆老字号名单》。

## 企业/品牌列表
| 批次 | 企业名称                                         | 品牌名称          | 图片 | 所在地             | 成立年份 |
| ---- | ------------------------------------------------ | ----------------- | ---- | ------------------ | -------- |
| 一   | 天山区和平南路吾吾子羊羔肉专卖店                 | 吾吾子羊羔肉      |      | 乌鲁木齐市         | 1907年   |
| 一   | 新疆百花村快餐连锁有限责任公司                   | 百花村            |      | 乌鲁木齐市         | 1959年   |
| 一   | 新疆友好（集团）股份有限公司                     | 友好集团          |      | 乌鲁木齐市         | 1958年   |
| 一   | 新疆乌苏啤酒有限责任公司                         | 乌苏牌            |      | 乌鲁木齐市         | 1986年   |
| 一   | 新疆天山毛纺织股份有限公司                       | 天山 TIAN SHAN    |      | 乌鲁木齐市         | 1980年   |
| 一   | 新疆二道桥文化旅游集团股份有限公司               | 二道桥            |      | 乌鲁木齐市         | 1959年   |
| 一   | 乌鲁木齐湘川御品餐饮管理有限公司                 | 湘川餐饮          |      | 乌鲁木齐市         | 1990年代 |
| 一   | 新疆四十九食品有限公司                           | 四十九丸子汤      |      | 乌鲁木齐市         | 1986年   |
| 一   | 乌鲁木齐市金柱味道餐饮管理有限公司               | 金柱大盘鸡        |      | 乌鲁木齐市         | 1991年   |
| 一   | 乌鲁木齐市苏氏企业发展有限公司                   | 苏氏牛肉面        |      | 乌鲁木齐市         | 1993年   |
| 一   | 新疆吴佳餐饮有限责任公司                         | 吴佳拌米粉        |      | 乌鲁木齐市         | 1983年   |
| 一   | 乌鲁木齐霍德实业有限公司霍德烤鸭店               | 霍德              |      | 乌鲁木齐市         | 1985年   |
| 一   | 乌鲁木齐市水磨沟区鑫都大酒楼                     | 鑫都大酒店        |      | 乌鲁木齐市         | 1990年代 |
| 一   | 新疆顺萍饮食文化有限公司重庆酒家顺萍食府第一分店 | 顺萍食府          |      | 乌鲁木齐市         | 1993年   |
| 一   | 天山区新市路老魏家羊羔肉店                       | 魏金孝羊羔肉      |      | 乌鲁木齐市         | 1965年   |
| 一   | 新疆益天洋商贸有限责任公司                       | 益天洋            |      | 乌鲁木齐市         | 1955年   |
| 一   | 新疆金派利尔大巴扎食品有限公司                   | 金派利尔          |      | 乌鲁木齐市         | 1992年   |
| 一   | 新疆小白杨酒业有限公司                           | 白杨牌            |      | 新疆生产建设兵团   | 1958年   |
| 一   | 新疆阜北酿酒厂有限公司                           | 阜北              |      | 新疆生产建设兵团   | 1969年   |
| 一   | 新疆托木尔峰酒业有限责任公司                     | 托木尔峰          |      | 新疆生产建设兵团   | 1956年   |
| 一   | 新疆芳婷针织纺织有限责任公司                     | 芳婷              |      | 新疆生产建设兵团   | 1966年   |
| 一   | 新疆班超品牌运营管理有限公司                     | 班超              |      | 新疆生产建设兵团   | 未知     |
| 一   | 新疆天山冰湖葡萄酒业有限公司                     | 冰湖              |      | 新疆生产建设兵团   | 1988年   |
| 一   | 博斯腾集团有限公司                               | 博斯腾            |      | 新疆生产建设兵团   | 1988年   |
| 一   | 吐鲁番白粮液酒业有限责任公司                     | 白粮液            |      | 吐鲁番市           | 1985年   |
| 一   | 新疆喀春粮油有限公司                             | 喀春              |      | 喀什地区           | 1952年   |
| 一   | 新疆昆仑特酒业股份有限公司                       | 昆仑特            |      | 喀什地区           | 1958年   |
| 一   | 新疆巴音郭楞宾馆                                 | 巴州宾馆          |      | 巴音郭楞蒙古自治州 | 1984年   |
| 一   | 新疆巴音郭楞蒙古自治州楼兰宾馆                   | 楼兰宾馆          |      | 巴音郭楞蒙古自治州 | 1957年   |
| 一   | 伊犁酒业有限责任公司                             | 肖尔布拉克        |      | 伊犁哈萨克自治州   | 1956年   |
| 一   | 新疆西域春乳业有限责任公司                       | 西域春            |      | 昌吉回族自治州     | 1985年   |
| 一   | 新疆吉瑞祥科技股份有限公司                       | 吉瑞祥            |      | 昌吉回族自治州     | 1984年   |
| 一   | 新疆红旗坡农业发展集团有限公司                   | 红旗坡            |      | 阿克苏地区         | 1958年   |
| 一   | 新疆巴衣木汗饮食文化有限公司                     | 巴衣木汗 BAEMEHAN |      | 和田地区           | 未知     |
| 一   | 精河县大河沿子镇马生贵饭馆                       | 马生贵            |      | 博尔塔拉蒙古自治州 | 1984年   |
| 二   | 新疆昆仑宾馆（八楼）                             | 八楼1959          |      | 乌鲁木齐市         |          |
| 二   | 新疆边疆宾馆有限责任公司                         | 边疆              |      | 乌鲁木齐市         |          |
| 二   | 新疆哈立得食品有限公司                           | 哈立得            |      | 乌鲁木齐市         |          |
| 二   | 国药集团新疆制药有限公司                         | 欧亚              |      | 乌鲁木齐市         |          |
| 二   | 新疆疆遇卓记餐饮管理有限公司                     | 卓记              |      | 乌鲁木齐市         |          |
| 二   | 新疆锡力旦科技文化发展有限公司                   | 锡力旦            |      | 乌鲁木齐市         |          |
| 二   | 乌鲁木齐市米东区北园香饭店                       | 北园香            |      | 乌鲁木齐市         |          |
| 二   | 乌鲁木齐市米东区贵军本土烧鹅红嘴雁饭店           | 贵军              |      | 乌鲁木齐市         |          |
| 二   | 新疆天山面粉（集团）有限责任公司                 | 天山              |      | 昌吉回族自治州     |          |
| 二   | 吐鲁番楼兰酒庄股份有限公司                       | 楼兰              |      | 吐鲁番市           |          |
| 二   | 塔城市小马烤肉                                   | 小马              |      | 塔城地区           |          |
| 二   | 和布克赛尔蒙古自治县宏达盐业有限责任公司         | 黄羊              |      | 塔城地区           |          |
| 二   | 哈密市加格达宾馆有限责任公司                     | 新·哈加格达       |      | 哈密市             |          |
| 二   | 新疆五五酒业有限公司                             | 五五              |      | 新疆生产建设兵团   |          |
| 二   | 新疆天润乳业股份有限公司                         | 天润              |      | 新疆生产建设兵团   |          |
| 二   | 新疆绿原糖业有限公司                             | 绿原              |      | 新疆生产建设兵团   |          |
| 二   | 新疆伊珠葡萄酒股份有限公司                       | 伊珠牌            |      | 新疆生产建设兵团   |          |
| 二   | 新疆额河酒业股份有限公司                         | 额河              |      | 新疆生产建设兵团   |          |
| 二   | 新疆石河子花园乳业有限公司                       | 花园              |      | 新疆生产建设兵团   |          |
| 二   | 新疆华垦乳业集团有限责任公司                     | 团结牌            |      | 新疆生产建设兵团   |          |
| 二   | 阜康市阜北麦客制粉有限责任公司                   | 阜北麦客          |      | 新疆生产建设兵团   |          |